# سرتولوفو
شهر سرتولوفو (به روسی: Сертолово) در کشور روسیه و در اوبلاست لنینگراد واقع شده‌است.